# Velká modrá díra
Velká modrá díra je zatopený závrt ve vodách Honduraského zálivu u pobřeží Belize. Nachází se v centrální části atolu Lighthouse zhruba 72 km od Belize City. Jáma má téměř dokonalý kruhový půdorys o průměru 300 metrů a hloubce 124 metrů. Je obklopena úzkým pásem pevniny.
Vznikla během minulých dob ledových, kdy hladina moře byla výrazně nižší než v současnosti. Jedná se o závrt krasového původu, který vznikal rozpouštěním vápenaté horniny. Takto se utvořila jeskyně, u které se následně probořil strop. Později se celá formace ocitla pod hladinou moře a vnitřní prostor byl vyplněn mořskou vodou. Pro obdobné geomorfologické útvary na pevnině se používá pojmenování „cenote“.
V roce 1971 prozkoumal tuto lokalitu Jacques-Yves Cousteau. Při své výpravě zde objevil a zdokumentoval krasové útvary (stalaktity), které vznikaly během dob ledových, kdy jáma ještě nebyla pod mořskou hladinou.
Závrt je součástí rozlehlého korálového systému známého jako Belizský bariérový útes. Great Blue Hole a okolních 4 100 hektarů bylo v roce 1996 zapsána na seznam světového dědictví UNESCO. V současnosti je celosvětově vyhledávaným místem pro potápění.